# Thurbo

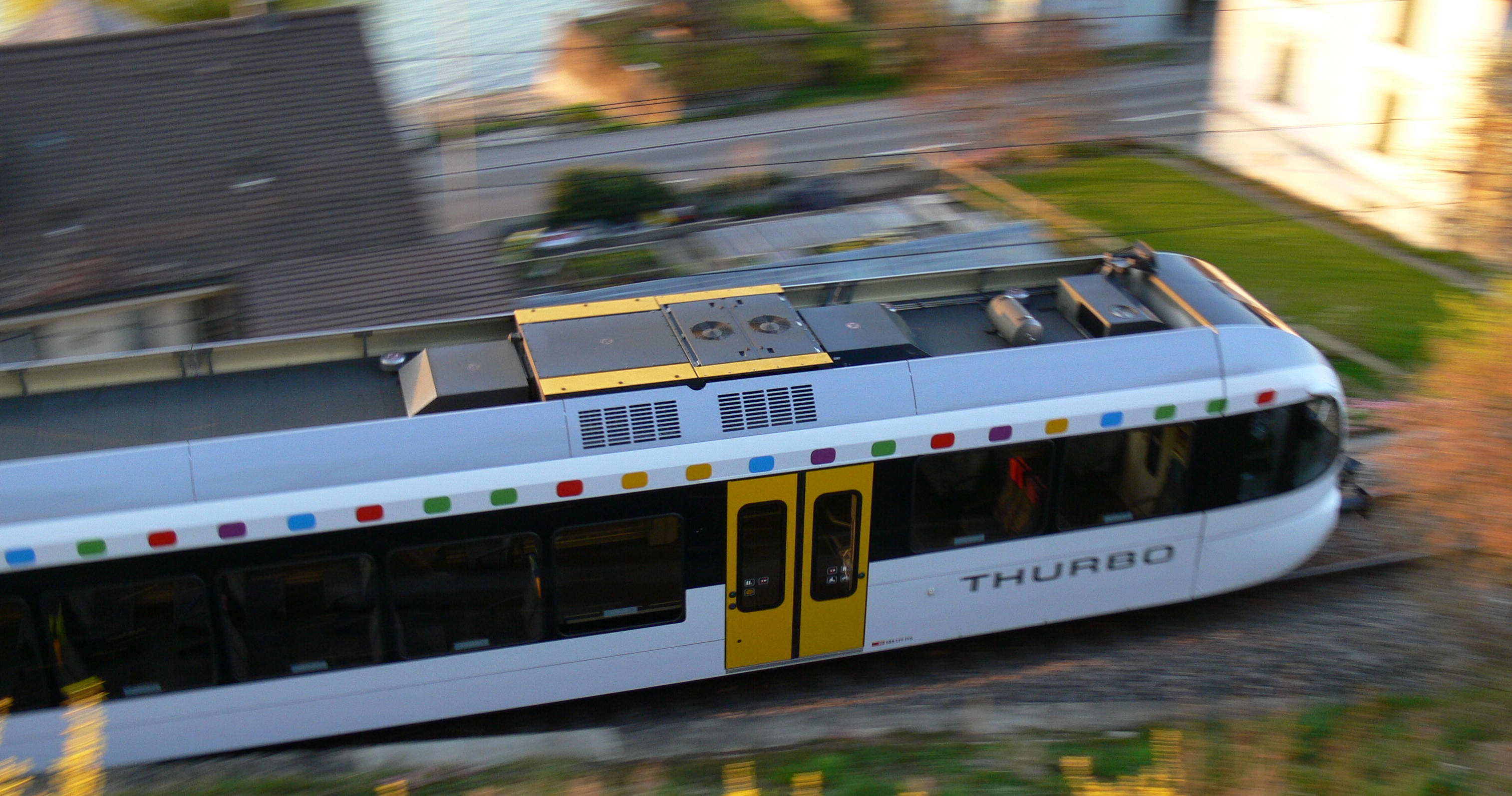
A Thurbo GTW 2/8-asának részlete

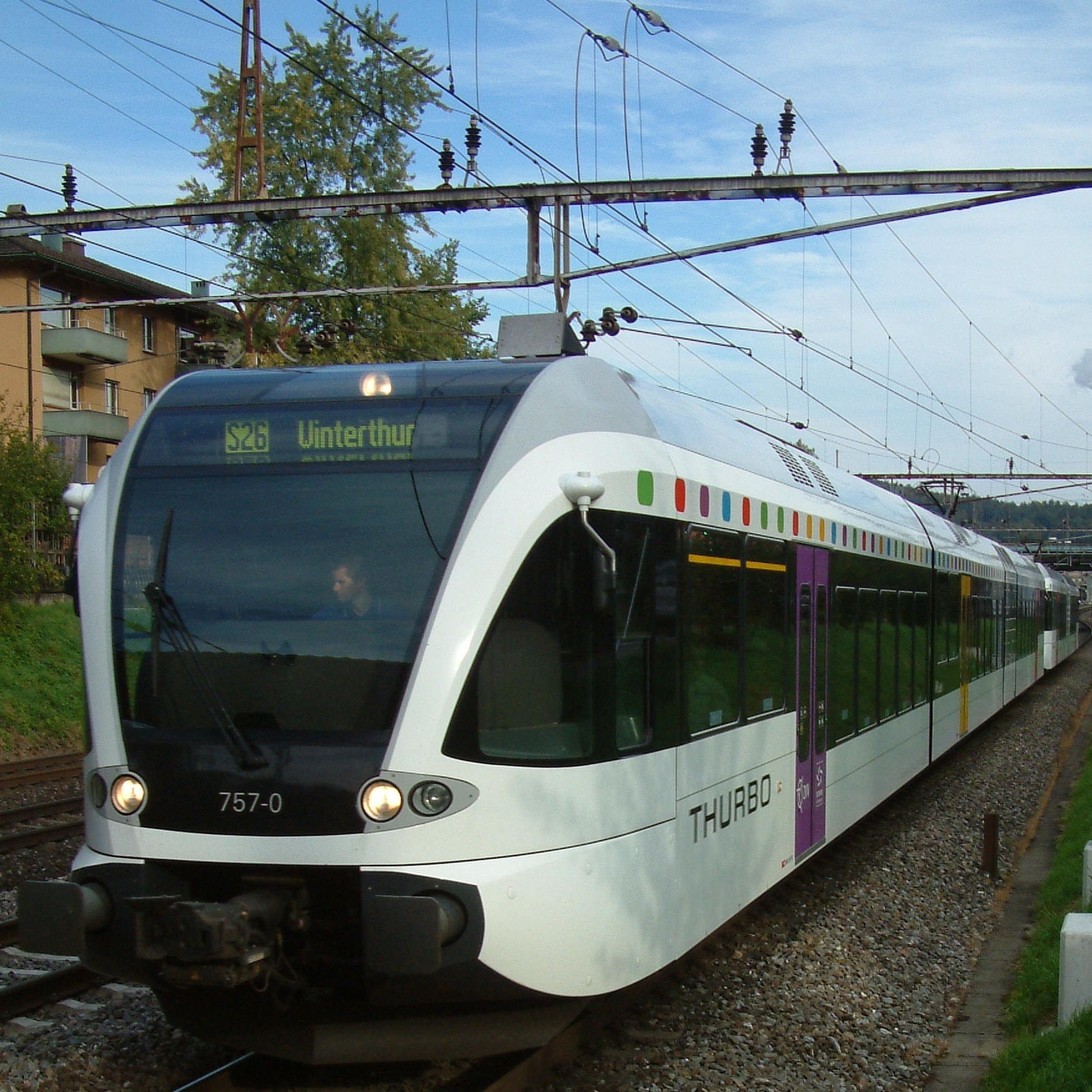
A Thurbo 757-es GTW 2/8-asa

A Thurbo AG egy kelet-svájci vasúttársaság, mely 580 km-es hálózaton végez regionális személyszállítást. Ezzel a Svájci Szövetségi Vasutak után a legnagyobb svájci vasúttársaságok közé tartozik.
A Thurbo egy 2002-ben alapított vállalat, mely 90%-ban a Svájci Szövetségi Vasutak, 10%-ban Thurgau kanton tulajdonában van. Ennek ellenére önálló és az üzemeltetésért saját maga felelős. A THURBO elnevezés a Thur, illetve Thurgau és a Bodensee szavakból képzett mozaikszó.
A társaság birtokolja a csődbe ment Mittelthurgaubahn (MThB) (Wil SG–Weinfelden–Konstanz) vonalát. A többi vonal és azok infrastruktúrája a Svájci Szövetségi Vasutak tulajdona. Ezeken a Thurbo csak a regionális vonatok közlekedtetését vette át.
A Thurbo járműállományába Stadler Rail GTW típusának különböző változatai tartoznak:
- 51 db GTW 2/6 (RABe 526 701–751),
- 29 db GTW 2/8 (RABe 526 752–780), valamint
- 10 db régebbi, az egykori Mittelthurgaubahn által beszerzett GTW 2/6 (RABe 526 680–689).

Az átmeneti időszakban a több, régebbi járművet is béreltek a Svájci Szövetségi Vasutaktól, leginkább RBDe 560 (NPZ) és RBe 540 sorozatúakat.
2005-ig létezett a cég EuroThurbo GmbH nevű leányvállalata, mely a Seehas- und Seehäsle-vonalak, valamint az Allgäu-Express üzemeltetését végezte. Ezen vonalakat 2005-től Svájci Szövetségi Vasutak németországi leányvállalata, az SBB GmbH vette át, mivel a Thurboban 10%-ig tulajdonos Thurgau kanton, nem kívánta külföldi vonalak üzemeltetésének gazdasági kockázatát finanszírozni

## A Thurbo vonalhálózata
- S-Bahn St. Gallen
S1/S2 Wil SG–Altstätten,
S5 St. Gallen–Weinfelden
- S-Bahn Zürich
S41 Waldshut–Koblenz–Winterthur,
S29 Winterthur–Stein am Rhein,
S35 Wil SG–Winterthur,
S33 Winterthur–Schaffhausen,
S22 Bülach–Schaffhausen-Singen,
S26 Winterthur-Rüti ZH
- Wil SG–Weinfelden–Konstanz
- Winterthur–Weinfelden–Romanshorn (része a zürichi S-Bahn S30-as és a st. galleni S-Bahn S5-ös vonalának
- Rorschach–Romanshorn–Kreuzlingen–Schaffhausen
- Buchs SG–Sargans

A Thurbo ezen kívül éjszakai vonatokat is közlekedtet Winterthurból St. Gallenbe, Romanshorn–Kreuzlingenbe és Schaffhausenba (–Stein am Rheinba), valamint St. Gallenből St. Margrethenbe (–Buchs SG-ba) (Thurbo-Nightline) márkanéven.